# Branchiostoma
Branchiostoma, è un genere di Cephalochordata.
Nel complesso il genere Branchiostoma comprende 7 specie di cui 6 tipiche solamente dei mari tropicali. Nei mari europei è presente Branchiostoma lanceolatum (anfiosso lanceolato).
L'anfiosso presenta riproduzione sessuata. Il suo uovo è del tipo oligolecitico, cioè contiene poco vitello.
La prima scoperta e classificazione dell'anfiosso è dovuta a Peter Simon Pallas nel 1774 che però credette di aver scoperto un nuovo gasteropode; solo nel 1834 Oronzo Gabriele Costa e Johannes Peter Müller mettono in luce gli stretti rapporti che l'anfiosso ha con i vertebrati.

## Caratteristiche fisiche
1. vescicola cerebrale
2. notocorda (abbozzo di colonna vertebrale)
3. cordone nervoso dorsale
4. coda post-anale
5. ano
6. canale del cibo
7. sistema circolatorio
8. atrioporo
9. lacuna soprafaringea
10. branchie
11. faringe
12. lacuna buccale
13. cirri
14. bocca
15. gonadi (ovarie/testicoli)
16. ocelli
17. nervi
18. piega metapleurica
19. abbozzo di fegato